# Віктор Террасас
Віктор Хосе Террасас Мартінес (ісп. Víctor José Terrazas Martínez; 11 лютого 1983) — мексиканський професійний боксер, чемпіон світу за версією WBC (2013) в другій легшій вазі.

## Професіональна кар'єра
2003 року дебютував на професійному рингу. Впродовж 2003—2011 років провів 36 боїв, 33 з яких були переможними, у тому числі проти Нехомара Серменьйо (Венесуела) і Фернандо Монтіеля (Мексика). В бою проти Монтіеля завоював титул WBC Silver у другій легшій вазі.
Провівши ще три переможних боя, 20 квітня 2013 року вийшов на бій за вакантний титул чемпіона WBC у другій легшій вазі проти Крістіана Міхареса (Мексика) і переміг розділеним рішенням.
24 серпня 2013 року в першому захисті вийшов на бій проти Лео Санта-Круса (Мексика) і програв нокаутом в третьому раунді.
До завершення кар'єри провів ще 6 поєдинків, в яких зазнав чотири поразки, три з яких нокаутом.